# 2021年薩摩亞憲政危機
2021年薩摩亞憲政危機是指萨摩亚自2021年5月22日開始並持續至7月23日的憲政危機，導火線為薩摩亞國家元首瓦萊托阿·蘇阿勞維二世頒布的一項宣言，旨在阻止薩摩亞立法大會在4月大選後舉行會議，從而引發此次憲政危機。在法院裁決維持選舉結果後，以菲婭梅·內奧米·馬塔阿法所在的「對獨一真神的信仰」黨以36.6%的得票率獲得立法大會中的25席後又吸收一獨立參選人，從而馬塔阿法成爲總理職位的推定候任人。5月24日，由於現任總理拒絕卸任總理一職並封鎖國會，馬塔阿法無法正式當選，只得於立法大會外的帳中自行宣誓就任總理。

## 背景
在4月的立法大會選舉中，人权保护党以55.4%的得票率獲得25席，“对独一真神的信仰”党以36.6%的得票率獲得25席，独立人士获得1席。有5名女性當選，由於憲法要求女性議員需佔至少10%，當局以此理由加入額外1名女性議員，新增席位由人權保護黨取得，從而使該黨在新一屆議會佔有26席，但最高法院於2021年5月17日認定此舉違憲，因此人權保護黨只有25席。另一方面，唯一的獨立議員在選舉後加入「对独一真神的信仰」黨，從而使該黨在最高法院判決後獲得議會過半數。最高法院同日推翻國家元首早前要求舉行另一次大選的決定。

## 訴訟
2021年7月23日，上訴法院裁定馬塔阿法於5月24日的宣誓就任總理儀式合法。新西蘭總理傑辛達·阿德恩同日祝賀馬塔阿法勝選。在國家元首蘇阿勞維二世祝賀馬塔阿法後，馬利埃萊額奧伊於7月25日承認在4月大選失利。